# Droga krajowa B445 (Niemcy)
Droga krajowa 445 (niem. Bundesstraße 445) – niemiecka droga krajowa przebiegająca na osi północ - południe z miejscowości Bad Gandersheim do węzła Echte na autostradzie A7 i dalej do krzyżówki z B248 koło Echte w południowej Dolnej Saksonii.